# Alémmar
Os Alémmar são uma banda de música portuguesa, criada na década de 1990, bastante conhecida pelo single "Deixa-me Olhar".

## Biografia
Originalmente, denominados Anúbis, o projecto Alémmar foi criado na década de 90.
Em 1997, assinam um contrato com a MCA. No ano seguinte, começam as gravações de um álbum e é feito o lançamento do single "Carolina". O álbum homónimo sai em Março desse ano, e os singles "Deixa-me Olhar" e "Já não há mais baladas" são lançados.
Em Outubro de 1999, lançam o segundo álbum, Viver, com os singles "Ordem Natural", "Olhares Cúmplices" e "Império em Chamas".
Após um interregno de 7 anos e quando já parecia que o projecto havia sido abandonado, a banda volta a lançar um álbum denominado Acreditar.
A TVI adoptou o single "Deixa-me Olhar" para "Deixa-me Amar" para título e música de uma das suas telenovelas.
Em 2016, o vocalista Nuno Barroso, dando continuidade também a um projecto a solo, junta-se de novo aos Alémmar (que contam agora com uma formação renovada entre novos músicos, e músicos da primeira formação) onde actua segundo o nome Nuno Barroso e Alémmar.

## Integrantes
- Nuno Barroso: Voz e Piano (1995 - )
- Pedro Nunes: Baixo (1995 - )
- Carlos Lima: Guitarra Acústica (1996 - 2008)
- Ricardo Moreno: Guitarra Eléctrica (1995 - 2008)
- Samuel Henriques: Bateria (1996 - 2008)
- Ricardo Loureiro: Teclados (1995 - 1999) / Guitarra eléctrica e Acústica (2008 - )
- Francisco Vellez: Teclados (1999 - 2008)
- Ana Rita Damásio: Coros (1997 - 1999)
- Raquel Marques: Coros (1999 - 2008)

## Discografia
- 1998: Alémmar[2]
- 1999: Viver[2]
- 2007: Acreditar[2]